# Tréogat
Tréogat (bret. Trêgad) – miejscowość i gmina we Francji, w regionie Bretania, w departamencie Finistère.
Według danych na rok 1990 gminę zamieszkiwało 420 osób, a gęstość zaludnienia wynosiła 43 osoby/km² (wśród 1269 gmin Bretanii Tréogat plasuje się na 873. miejscu pod względem liczby ludności, natomiast pod względem powierzchni na miejscu 843.).